# دیگو ریباس
دیِگو ریباس دا کونیا (به پرتغالی: Diego Ribas da Cunha) (زادهٔ ۲۸ فوریه ۱۹۸۵ در ریبرآ پرتو)  معروف به دیِگو یا دیگو ریباس بازیکن فوتبال اهل کشور برزیل است. که در ۱۲ نوامبر ۲۰۲۲ از فوتبال خداحافظی کرد.پست تخصصی او هافبک هجومی است.
دیگو فوتبال را در سانتوس شروع کرد. او در این باشگاه موفق به کسب دو عنوان قهرمانی در لیگ برتر برزیل شد. سپس در سال ۲۰۰۴ به پورتو پیوست. با وجود کسب عناوین زیاد در این باشگاه دچار افت شد. او با مبلغ ۹ میلیون یورو به باشگاه وردربرمن پیوست. در وردربرمن بازی‌های زیبایی از خود به نمایش گذاشت و با درخشش او، وردربرمن به فینال جام یوفا ۲۰۰۹ رسید. او همچنین در سال ۲۰۱۲ به همراه اتلتیکو مادرید موفق به کسب عنوان قهرمانی در لیگ اروپا شد.
دیگو از سال ۲۰۰۳ به تیم ملی برزیل دعوت شد و ۳۳ بازی انجام داد و ۴ گل به ثمر رساند. او در ترکیب برزیل موفق به کسب دو عنوان قهرمانی در کوپا آمریکا در سال‌های ۲۰۰۴ و ۲۰۰۷ شد و در المپیک ۲۰۰۸ مدال برنز را به دست آورد.